# سباستین سیانی
سباستین سیانی (انگلیسی: Sébastien Siani؛ زادهٔ ۲۱ دسامبر ۱۹۸۶) بازیکن فوتبال اهل کامرون است.
از باشگاه‌هایی که در آن بازی کرده است می‌توان به باشگاه فوتبال اندرلشت، باشگاه فوتبال زولته وارخم، باشگاه فوتبال یونیون سن ژیلواز، باشگاه فوتبال اوستنده، و باشگاه فوتبال سنت ترویدنس اشاره کرد.
وی همچنین در تیم ملی فوتبال کامرون بازی کرده است.